# Stanislao Mattei
Stanislao Mattei, född den 10 februari 1750 i Bologna, död där den 12 maj 1825, var en italiensk musikteoretiker.
Mattei, som var elev av Giambattista Martini, efterträdde denne som kapellmästare vid franciskankyrkan och blev 1804 professor i kontrapunkt vid Liceo filarmonico samt lärare till bland andra Rossini och Donizetti. Han utgav en generalbasskola (3 band, 1829–1830).